# Bạo dâm

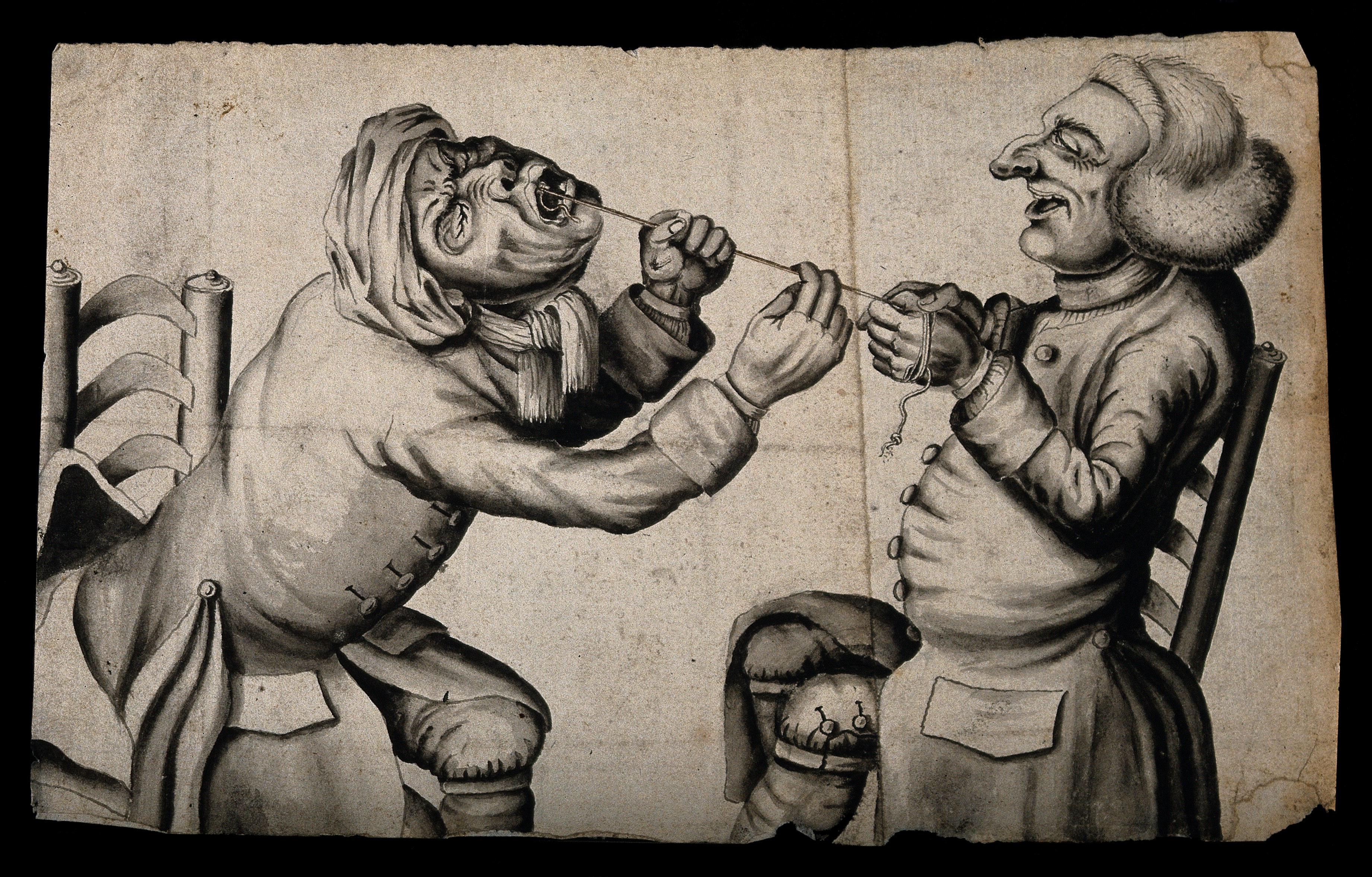
Hình minh họa cho thấy niềm vui mà một người cảm thấy khi gây ra nỗi đau cho người khác.

Bạo dâm (tiếng Anh: sadism) hay ác dâm là một dạng hoạt động tình dục bất thường nằm trong nhóm lệch lạc tình dục. Người mắc chứng ác dâm được định nghĩa như là người chỉ tìm thấy khoái lạc, cực khoái tình dục khi hành hạ hoặc làm cho đối tượng phải đau đớn khổ sở trong khi quan hệ tình dục.
Trái với bạo dâm là khổ dâm, người bệnh khổ dâm lại có hành vi trái ngược với người bệnh bạo dâm tức là thay vì làm đau bạn tình của mình thì họ lại thích hứng chịu đòn roi đánh đập, hành hạ, thậm chí là nhục hình của bạn tình nhằm tự tạo kích thích, tìm kiếm khoái cảm dục tình. Ác dâm và khổ dâm có thể cùng xuất hiện ở một cặp và họ thường hoán chuyển vị trí cho nhau, khi thì người đàn ông trong vai bạo dâm, khi khác là khổ dâm.
Tại nhiều quốc gia, bạo dâm được coi là tội phạm tình dục và bị xét xử theo luật pháp nước sở tại, nhất là khi không có sự đồng ý của bạn tình, hoặc gây chấn thương, hành hạ bạn tình. Tuy nhiên, trong nhiều trường hợp, cũng như nạn bạo hành trong gia đình, nạn nhân (phần nhiều là nữ) không dám hoặc không muốn tố cáo, vì thiếu sự hiểu biết, thông tin hoặc không được sự hỗ trợ về luật pháp.